# بينج تشنغ
بينج تشنغ (بالصينية: 彭程) هي متزلجة فنية صينية، ولدت في 23 أبريل 1997 في هاربن في الصين.

## وصلات خارجية
- بينج تشنغ على موقع الاتحاد الدولي للتزلج (الإنجليزية)
- بينج تشنغ على موقع الاتحاد الدولي للتزلج (الإنجليزية)
- بينج تشنغ على موقع الاتحاد الدولي للتزلج (الإنجليزية)
- بينج تشنغ على موقع الاتحاد الدولي للتزلج (الإنجليزية)
- بينج تشنغ على موقع اللجنة الأولمبية الدولية (الإنجليزية)
- بينج تشنغ على موقع أوليمبيديا (الإنجليزية)
- بينج تشنغ على موقع اللجنة الأولمبية الصينية (الإنجليزية)